# Наннинга, Дик
Дирк (Дик) Я́кобюс Ви́ллем Нанни́нга (нидерл. Dirk "Dick" Jacobus Willem Nanninga; 17 января 1949, Гронинген — 21 июля 2015, Маасейк, Фламандский регион) — нидерландский футболист, выступавший на позициях нападающего и полузащитника. Лучший бомбардир в истории «Роды», серебряный призёр чемпионата мира 1978 года.

## Карьера

### Клубная
Начав карьеру в любительском клубе «Остерпаркерс» из Гронингена, в 1973 году Наннинга перешёл в клуб «Вендам», игравший в тот период в первом дивизионе. В сезоне 1973/1974 забил 15 мячей в чемпионате и был приглашён в «Роду», незадолго до того вышедшую в Эредивизи. Дик Наннинга быстро стал одним из основных нападающих команды. За «Роду» играл до лета 1982 года, в 225 матчах чемпионата забил 107 мячей, став лучшим бомбардиром в истории клуба из Керкраде.
Сезон 1982/1983 Наннинга отыграл в Гонконге за клуб «Сейко» и выиграл с ним чемпионство. В 1980-е годы эту команду тренировали Георг Кнобел и Берт Якобс, за неё играло несколько нидерландских футболистов, в том числе бывшие партнёры Наннинги по сборной Рене ван де Керкхоф, Вим Сюрбир и Ари Хан. Позже Наннинга вернулся в Нидерланды. Заканчивал карьеру в клубе МВВ, с которым выиграл турнир в первом дивизионе.

### В сборной
Дик Наннинга дебютировал в сборной Нидерландов 5 апреля 1978 года в товарищеской встрече со сборной Туниса. Нидерландцы добились уверенной победы на выезде со счётом 4:0, Наннинга отличился дважды. Вследствие отказа Руда Гелса от поездки на чемпионат мира в Аргентину, Дик Наннинга стал рассматриваться Эрнстом Хаппелем как кандидат на роль центрального нападающего сборной. Хотя в прошедшем чемпионате 1977/1978 Наннинга сыграл всего в 16 матчах и вообще собирался заканчивать игровую карьеру, он тем не менее был приглашён в сборную.
На чемпионате мира Дик Наннинга принял участие в 4 матчах, причём во встрече со сборной ФРГ он, выйдя на замену на 79-й минуте, был удалён с поля за два предупреждения всего через 9 минут. Обе карточки Наннинга получил за разговоры с арбитром. В финальном матче, в котором соперником нидерландцев была сборная Аргентины, Наннинга при счёте 1:0 в пользу хозяев чемпионата заменил Джонни Репа и на 81-й минуте с передачи Рене ван де Керкхофа сравнял счёт ударом головой. Аргентинцы всё же добились победы в дополнительное время — 3:1.
В отборочном турнире ЧЕ-1980 Наннинга провёл 3 матча, во встрече со сборной Исландии в Рейкьявике забил два из четырёх голов сборной Нидерландов.
В финальной стадии чемпионата Дик сыграл по тайму в каждом из трёх матчей нидерландской команды. Играя на протяжении турнира с травмой, Наннинга не забил ни одного мяча, но в матче против сборной Греции ему удалось заработать пенальти, с которого Кес Кист забил единственный гол. В итоге сборная Нидерландов не смогла выйти из группы.
Последний матч за сборную Наннинга провёл 22 февраля 1981 года там же, где он начинал свой путь в большом футболе — на гронингенском стадионе «Остерпарк».
Соперником голландцев по отборочной встрече чемпионата мира-1982 была сборная Кипра. Хозяева выиграли со счётом 3:0, третий мяч в ворота киприотов забил Наннинга.
Всего за сборную Нидерландов Дик Наннинга провёл 15 матчей, в которых забил 6 мячей.

## Статистика

### Матчи Наннинги за сборную Нидерландов
| Матчи Наннинги за сборную Нидерландов | Матчи Наннинги за сборную Нидерландов | Матчи Наннинги за сборную Нидерландов | Матчи Наннинги за сборную Нидерландов | Матчи Наннинги за сборную Нидерландов | Матчи Наннинги за сборную Нидерландов |
| ------------------------------------- | ------------------------------------- | ------------------------------------- | ------------------------------------- | ------------------------------------- | ------------------------------------- |
| №                                     | Дата                                  | Соперник                              | Счёт                                  | Голы Наннинги                         | Соревнование                          |
| 1                                     | 5 апреля 1978                         | Тунис                                 | 4:0                                   | 2                                     | Товарищеский матч                     |
| 2                                     | 3 июня 1978                           | Иран                                  | 3:0                                   | —                                     | Чемпионат мира 1978                   |
| 3                                     | 7 июня 1978                           | Перу                                  | 0:0                                   | —                                     | Чемпионат мира 1978                   |
| 4                                     | 18 июня 1978                          | ФРГ                                   | 2:2                                   | —                                     | Чемпионат мира 1978                   |
| 5                                     | 25 июня 1978                          | Аргентина                             | 1:3                                   | 1                                     | Чемпионат мира 1978                   |
| 6                                     | 20 сентября 1978                      | Исландия                              | 3:0                                   | —                                     | Чемпионат Европы 1980 (отбор)         |
| 7                                     | 11 октября 1978                       | Швейцария                             | 3:1                                   | —                                     | Чемпионат Европы 1980 (отбор)         |
| 8                                     | 5 сентября 1979                       | Исландия                              | 4:0                                   | 2                                     | Чемпионат Европы 1980 (отбор)         |
| 9                                     | 26 сентября 1979                      | Бельгия                               | 1:0                                   | —                                     | Товарищеский матч                     |
| 10                                    | 23 января 1980                        | Испания                               | 0:1                                   | —                                     | Товарищеский матч                     |
| 11                                    | 26 марта 1980                         | Франция                               | 0:0                                   | —                                     | Товарищеский матч                     |
| 12                                    | 11 июня 1980                          | Греция                                | 1:0                                   | —                                     | Чемпионат Европы 1980                 |
| 13                                    | 14 июня 1980                          | ФРГ                                   | 2:3                                   | —                                     | Чемпионат Европы 1980                 |
| 14                                    | 17 июня 1980                          | Чехословакия                          | 1:1                                   | —                                     | Чемпионат Европы 1980                 |
| 15                                    | 22 февраля 1981                       | Кипр                                  | 3:0                                   | 1                                     | Чемпионат мира 1982 (отбор)           |

Итого: 15 матчей / 6 голов; 8 побед, 4 ничьи, 3 поражения.

## Достижения
- Вице-чемпион мира: 1978
- Финалист Кубка Нидерландов: 1975/76
- Чемпион Гонконга: 1982/83
- Победитель первого дивизиона Нидерландов: 1983/84

## Личная жизнь
Будучи профессиональным футболистом и играя за «Роду», Дик Наннинга владел цветочным магазином, в котором работал в свободное время.
В июле 2012 года в одной из больниц Генка Дику была проведена операция по ампутации левой ноги. После этого врачи ввели его в состояние искусственной комы.
21 июля 2015 года Дик Наннинга умер в возрасте 66 лет.